# To Russia with Elton
To Russia with Elton è una VHS contenente varie esibizioni eseguite dall'artista britannico Elton John nei territori dell'Unione Sovietica (1979).

## Il contenuto
Nel 1979 Elton John vive un momento di stanca a livello internazionale; dopo la pubblicazione dell'album A Single Man, quindi, il suo staff dà inizio al tour omonimo volto a promuovere il disco e a riportare in auge il nome della rockstar. Tra le varie date, campeggiano quelle programmate in Unione Sovietica, Paese apertosi da pochissimo alla musica internazionale.
In queste esibizioni, le prime di un artista occidentale in Russia e quindi decisamente azzardate e improbabili, Elton è solo al pianoforte, privo del look variopinto e sgargiante esibito anni prima, ed esegue pezzi lenti come Your Song e Daniel; all'inizio della seconda parte dello show lo raggiunge sul palco il funambolico percussionista Ray Cooper, che scatena il suo eclettismo e la sua maestria in maniera decisamente espressiva. Vengono esibiti brani come Funeral for a Friend/Tonight, Part-Time Love, Bennie & The Jets, Better Off Dead, I Think I'm Going to Kill Myself e Saturday Night's Alright for Fighting/Pinball Wizard, che mandano in delirio il pubblico russo e guadagnano molto ai due musicisti in termini di popolarità. In questo tour solo piano e percussioni si verificano quindi imponenti scene di isteria collettiva: lo stesso Elton John ammetterà di non aver mai avuto un successo di tali proporzioni. La VHS, inoltre, mostra i commenti dei protagonisti di quell'evento e le loro reazioni una volta giunti nel Paese sovietico.
To Russia with Elton è stato pubblicato anche in uno strano formato (una sorta di enorme floppy disc, il CED) e in DVD (almeno 6 volte, con copertine sempre diverse).

## Tracce
1. Your Song
2. Daniel
3. Funeral for a Friend/Tonight
4. Part-Time Love
5. Bennie and the Jets
6. Sixty Years On
7. Candle in the Wind
8. Better Off Dead
9. Rocket Man
10. I Think I'm Going to Kill Myself
11. Saturday Night's Alright for Fighting/Pinball Wizard

## La scaletta completa dello show alla Rossya Hall (Mosca, Unione Sovietica), 28 maggio 1979

### Elton solo
- Your Song
- Sixty Years On
- Daniel
- Skyline Pigeon'
- Take Me to the Pilot'
- Rocket Man
- Don't Let the Sun Go Down on Me
- Goodbye Yellow Brick Road
- Roy Rogers
- Candle in the Wind
- Ego'
- Where to Now St.Peter?
- He'll Have to Go
- I Heard It Through the Grapevine

### Elton & Ray
- Funeral for a Friend/Tonight
- Better Off Dead
- Idol
- I Think I'm Going to Kill Myself
- I Feel like a Bullet (in the Gun of Robert Ford)
- Bennie and the Jets
- Sorry Seems to Be the Hardest Word
- Part-time Love
- Crazy Water
- Song for Guy
- Saturday Night's Alright for Fighting/Pinball Wizard
- Crocodile Rock/Get Back/Back in the U.S.S.R.